# کلودیو کاوالیری
کلودیو کاوالیری (انگلیسی: Claudio Cavalieri; ۴ اوت ۱۹۵۴ – ۹ ژوئن ۱۹۷۷) بازیکن فوتبال اهل ایتالیا بود.
از باشگاه‌هایی که در آن بازی کرده‌است می‌توان به باشگاه فوتبال آولینو و باشگاه فوتبال آ.اس. رم اشاره کرد.